# Adochi

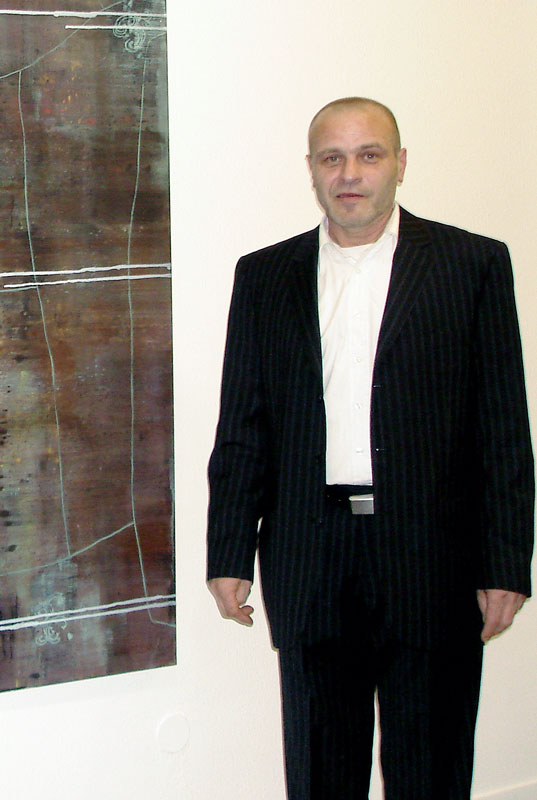
Adochi, 16. Januar 2007 im Kunstverein Leverkusen, Fotograf Jürgen Walleneit

Heinz Georg Adochi (* 1954 in Rosenau, Siebenbürgen, Rumänien) ist Maler und Bildhauer. Der Künstler, der meist nur seinen Nachnamen verwendet, lebt in Köln, Deutschland und im italienischen Monte a Pescia, wo sich auch sein Atelier befindet.

## Leben und Werk
Adochi studierte von 1977 bis 1984 in Berlin an der Hochschule der Künste (heute Universität der Künste Berlin) Malerei bei Wolfgang Petrick und Bildhauerei bei Michael Schoenholtz. 1983 Meisterschüler bei Michael Schoenholtz.
Internationale Einzelausstellungen und Ausstellungsbeteiligungen seit Anfang der 80er Jahre machten ihn einem größeren Publikum bekannt. Adochi hat zahlreiche Stipendien erhalten, beispielsweise 1981–83 von der Studienstiftung des deutschen Volkes, 1983–84 ein Auslandsstipendium für Italien, 1985–86 ein Förderstipendium des Landes Berlin, 1988 ein Stipendium der Fondation Stahly für Vaison-la-Romaine, Frankreich, 1990 ein Stipendium der Barkenhoff Stiftung, 1992 Cité Internationale des Arts Paris, 1996 ein Stipendium der Künstlerstätte Bleckede und 1999 ein Gaststipendium der Villa Romana in Florenz. Seine Arbeit wurden darüber hinaus auf zahlreichen Kunstmessen präsentiert.
In der Sammlung zeitgenössischer Kunst der Bundesrepublik Deutschland ist er mit der Malerei Maske aus dem Jahr 1987 vertreten. Weitere Werke befinden sich im Museum Villa Haiss sowie im Erich Wilker Museum.

## Weblinks

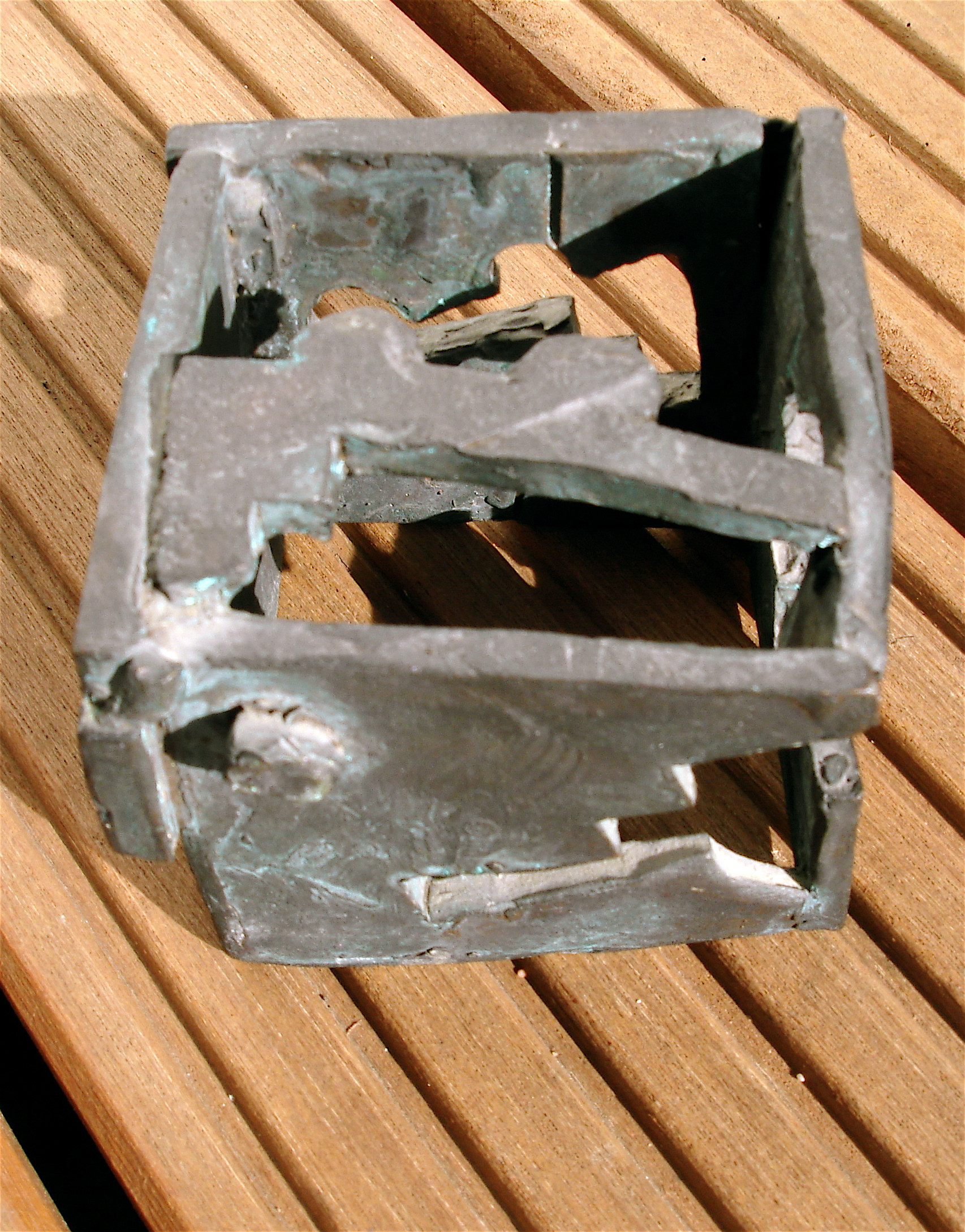
Gedankenhaus, Bronzeskulptur, ca. 10 cm Würfel, Privatsammlung